# Fortyfikacje w Poznaniu
Das Fauna-Flora-Habitat-Gebiet Fortyfikacje w Poznaniu (deutsch: Befestigungsanlagen in Posen) liegt in der Altstadt von Posen in Polen. Das ca. 149 ha große Schutzgebiet gehört zum europäischen Schutzgebietsnetz Natura 2000. Es umfasst mit 22 Teilgebieten den Park Citadela um das Fort Winiary sowie die achtzehn ringförmig um die Stadt angelegten Außenforts der Festung Posen. Die Gebäude sind heute wichtige Fledermausquartiere, insbesondere für die Mopsfledermaus und das Große Mausohr, von denen hier jeweils über dreihundert Exemplare gezählt wurden. 

## Schutzzweck
Folgende Arten von gemeinschaftlichem Interesse kommen im Gebiet vor:
| Bild                | EU Code | * | Art                 | wissenschaftlicher Name  | Artengruppe |
| ------------------- | ------- | - | ------------------- | ------------------------ | ----------- |
| Mopsfledermaus      | 1324    |   | Mopsfledermaus      | Barbastella barbastellus | Säugetiere  |
| Bechsteinfledermaus | 1323    |   | Bechsteinfledermaus | Myotis bechsteinii       | Säugetiere  |
| Teichfledermaus     | 1318    |   | Teichfledermaus     | Myotis dasycneme         | Säugetiere  |
| Großes Mausohr      | 1324    |   | Großes Mausohr      | Myotis myotis            | Säugetiere  |